# JYP Entertainment
JYP Entertainment (Hangul: JYP 엔터테인먼트) – południowokoreańska firma rozrywkowa założona 25 kwietnia 1997 roku przez Park Jin-younga. Firma działa jako wytwórnia płytowa, agencja talentów, producent muzyczny, kierownik imprez i koncertów, a także wydawnictwo muzyczne. Jest jedną z trzech najbardziej znanych wytwórni płytowych w przemyśle K-popowym, obok SM Entertainment oraz YG Entertainment.
JYP Entertainment zarządza artystami k-popowymi, takimi jak 2PM, Stray Kids, Kickflip, Miss A, Baek Ah-yeon, 15&, JJ Project, Bernard Park, G.Soul, Day6, Itzy, Twice oraz Nmixx, a wcześniej również dla Park Ji-yoon, g.o.d., Rain, Wonder Girls, Sunmi, HA:TFELT i Got7.
W maju 2018 roku JYP Entertainment została jedyną koreańską firmą rozrywkową, która znalazła się w rankingu Financial Times „FT 1000: High-Growth Companies Asia-Pacific”. Firma zajęła 177. miejsce spośród tysiąca wszystkich firm oraz 12. spośród 104 koreańskich firm. Ranking ocenia 11 najlepszych azjatyckich krajów i dochód 1000 firm z całego świata z lat 
2013–2016.

## Artyści
Wszyscy artyści pod JYP Entertainment znani są zbiorczo pod nazwą JYP Nation, podobnie do SM Town i YG Family.

### Muzycy
| Grupy - 2PM - TWICE - Stray Kids - Itzy | Soliści - J.Y. Park - Jang Woo-young - Jun. K - Lee Junho - Hwang Chansung (2PM) - Nichkhun (2PM) |

### Niezależni artyści
Studio J
- Day6
- Xdinary Heroes
- Bernard Park
- Young K
- Dowoon
- Wonpil

SQU4D
- Nmixx

New Creative Content Entertainment (Chiny)
- Boy Story

FANLING Culture Media Ltd. (Chiny)
- Yao Chen

JYPE Japan Inc (Japonia)
- NiziU (współzarządzany z Sony Music Japan)
- Nexz (współzarządzany z Sony Music Japan)

JYPE USA Inc (Stany Zjednoczone)
- Vcha

### Twórcy
Producenci
- J.Y. Park (The Asiansoul)
- ARMADILLO
- Frants
- Hong Jisang
- Honey Pot (Cho Hyun-kyung i Park Yong-woon)
- Joohyo
- Jowul of Princess Disease
- Kim Seung-soo
- Min Lee (collapsedone)
- Noday
- Paul Thompson (MARZ)
- Ragoon IM
- Sim Eun-jee
- Song Ji-wook
- Raphael
- Tommy Park
- TOYO
- Woo Rhee (RAINSTONE)

Choreografowie
- Ali Lee
- Jonte' Moaning
- Kim Hwa-young
- Lia Kim
- Park Nam-yong
- Tomoya Minase
- WooNg (Kim Hyung-woong)

### Aktorzy
- Choi Woo-shik
- Jang Hui-ryoung
- Kang Yoon-je
- Kim Ji-min
- Kim Jong-moon
- Kim Tae-hoon
- Min Hyo-rin
- Nam Sung-joon
- Lee Ki-hyuk
- Park Joo-hyung
- Park Si-eun
- Ryu Won
- Shin Eun-soo
- Song Ha-yoon
- Wei Daxun
- Yoon Park (Yun Bak)

## Byli artyści

### Byli muzycy
- Pearl (1997–2000)
- Park Ji-yoon (2000–2003)
- g.o.d. (2004–2005)
  - Kim Tae-woo (1998–2006)
  - Son Ho-young (2003–2006)
  - Joon Park (2003–2006)
- Byul (2002–2006)
- Noel (2002–2007)
- Rain (2002–2007)
- Lim Jeong-hee (2005–2012)
- San E (2010–2013)
- Joo (2008–2015)
- Day6
  - Im Jun-hyeok (2015–2016)
  - Jae (2015–2021)
- 2AM (2008–2010, 2014–2017)
  - Lee Chang-min (2008–2015)
  - Jeong Jin-woon (2008–2015)
  - Lim Seul-ong (2008–2015)
  - Jo Kwon (2008–2010, 2014–2017)
- 2PM
  - Jay Park (2008–2010)
  - Ok Taec-yeon (2008–2017)
- Miss A (2010–2017)
  - Meng Jia (2010–2016)
  - Min (2010–2017)
  - Fei (2010–2018)
  - Suzy (2010–2019)
- Wonder Girls (2007–2017)
  - Hyuna (2006–2008)
  - Sohee (2006–2013)
  - Sunye (2006–2015)
  - Sunmi (2006–2017)
  - Yeeun (2006–2017)
- G.Soul (2015–2017)
  - Yubin (2007–2020)
  - Hyerim (2010–2020)
- 15& (2012–2019)
  - Park Ji-min (2012–2019)
  - Baek Yerin (2012–2019)
- Baek A-yeon (2012–2019)
- Jeon So-mi (2017–2018)
- Stray Kids
  - Woojin (2017–2019)
- JJ Project (2012–2021)
- Got7 (2014–2021)
  - Mark (2014–2021)
  - JB (2012–2021)
  - Jackson (2014–2021)
  - Jinyoung (2012–2021)
  - Youngjae (2014–2021)
  - BamBam (2014–2021)
- Jus2 (2019–2021)
- Nmixx
  - Jinni (2022)

### Byli aktorzy
- Kim Dong-yoon
- Im So-young
- Han Soo-yeon
- Kim Ha-eun
- Kim Ye-won (2015–2018)
- Lee Young-yoo
- Park Ji-bin
- Kim So-young
- Lee Jung-jin